# 장종택
장종택(1968년 ~)은 대한민국의 가수 겸 작가다.

## 방송
- 씨씨엠스타